# Almadina
Almadina är en kommun i Brasilien.   Den ligger i delstaten Bahia, i den östra delen av landet, 900 km öster om huvudstaden Brasília. Antalet invånare är 6 360.
I omgivningarna runt Almadina växer i huvudsak städsegrön lövskog. Runt Almadina är det ganska tätbefolkat, med 60 invånare per kvadratkilometer.